# Linia kolejowa Krośniewice – Dzierzbice Kutnowskie
Linia kolejowa Krośniewice – Dzierzbice Kutnowskie – zlikwidowana w 1992 roku wąskotorowa linia kolejowa łącząca stację Krośniewice ze stacją Dzierzbice Kutnowskie.

## Historia
Linia została otwarta w 1915 roku. Pierwotny rozstaw szyn wynosił 600 mm. Pomiędzy rokiem 1953 a 1955 nastąpiła ponowna zmiana rozstawu na 750 mm. W 1992 roku nastąpiła fizyczna likwidacja linii.